# Ladonia (Texas)
Ladonia è un centro abitato degli Stati Uniti d'America, situato nella contea di Fannin dello Stato del Texas.
La popolazione era di 612 persone al censimento del 2010.

## Geografia fisica
Ladonia è situata a 33°25′46″N 95°56′48″W (33.429336, -95.946668).
Secondo lo United States Census Bureau, ha un'area totale di 1,8 miglia quadrate (4,7 km²).

## Società

### Evoluzione demografica
Secondo il censimento del 2000, c'erano 667 persone, 266 nuclei familiari e 188 famiglie residenti nella città. La densità di popolazione era di 363,5 persone per miglio quadrato (140,7/km²). C'erano 316 unità abitative a una densità media di 172,2 per miglio quadrato (66,7/km²). La composizione etnica della città era formata dal 70,61% di bianchi, il 25,34% di afroamericani, lo 0,75% di asiatici, l'1,65% di altre razze, e l'1,65% di due o più etnie. Ispanici o latinos di qualunque razza erano il 2,55% della popolazione.
C'erano 266 nuclei familiari di cui il 28,9% aveva figli di età inferiore ai 18 anni, il 44,7% erano coppie sposate conviventi, il 20,7% aveva un capofamiglia femmina senza marito, e il 29,3% erano non-famiglie. Il 25,9% di tutti i nuclei familiari erano individuali e il 14,3% aveva componenti con un'età di 65 anni o più che vivevano da soli. Il numero di componenti medio di un nucleo familiare era di 2,51 e quello di una famiglia era di 2,97.
La popolazione era composta dal 26,4% di persone sotto i 18 anni, l'8,2% di persone dai 18 ai 24 anni, il 24,4% di persone dai 25 ai 44 anni, il 24,3% di persone dai 45 ai 64 anni, e il 16,6% di persone di 65 anni o più. L'età media era di 38 anni. Per ogni 100 femmine c'erano 89,0 maschi. Per ogni 100 femmine dai 18 anni in giù, c'erano 86,7 maschi.
Il reddito medio di un nucleo familiare era di 26.389 dollari, e quello di una famiglia era di 31.591 dollari. I maschi avevano un reddito medio di 26.806 dollari contro i 19.615 dollari delle femmine. Il reddito pro capite era di 13.851 dollari. Circa il 18,9% delle famiglie e il 24,6% della popolazione erano sotto la soglia di povertà, incluso il 34,3% di persone sotto i 18 anni e il 30,2% di persone di 65 anni o più.